# Wolfgang Preikschat
Wolfgang Preikschat (* 1951) ist ein deutscher Medientheoretiker.
1987 gehörte Preikschat zu den Koordinatoren der Abteilung Video der documenta 8. Er arbeitete zusammen mit Wulf Herzogenrath, Vittorio Fagone, Bruce Ferguson, Kathy Huffmann, Keigo Yamamoto, Barbara London, Dorine Mignot, René Pulfer und Biljana Tomić.
Wolfgang Preikschat promovierte 2000 an der Johann Wolfgang Goethe-Universität Frankfurt am Main. Die Dissertation hat den Titel „Gegenstandslose Ästhetik : Wissen und Erkenntnis im Licht des elektronischen Display“.